# Centerfield (singolo)
Centerfield è un brano musicale di John Fogerty, estratto come singolo dall'omonimo album del 1985. È il brano più noto a livello internazionale della carriera solista di John Fogerty, anche grazie alla diffusione tramite il baseball; la canzone è infatti dedicata a Joe Di Maggio. Nonostante fosse originariamente solo il lato B di Rock and Roll Girls riuscì comunque ad entrare in classifica negli USA, piazzandosi al quarto posto, superando il lato A che arrivò al quinto. Nonostante ad oggi The Old Man Down the Road rimanga la sua unica hit ad aver raggiunto il primo posto nella classifica di Billboard, Centerfield resta quella più conosciuta.